# Pigmalião de Tiro
Pigmalião, na mitologia romana, foi um rei de Tiro e irmão de Dido. Historiadores identificam-no com o nome fenício Pu‘mayton, que teria sido rei de Tiro entre 820 e 774 a.C., tendo sucedido a seu pai Mattan I. Segundo outras fontes, teria reinado entre 814 e 803 a.C.